# Ecuación de Cesaro
En geometría, la ecuación de Cesaro de una curva plana es una ecuación que relaciona la curvatura ({\displaystyle \kappa }) en un punto de la curva con la longitud del arco ({\displaystyle s}) desde el comienzo de la curva al punto dado. También se puede dar como una ecuación que relaciona el radio de curvatura ({\displaystyle R}) con la longitud del arco (estos son equivalentes porque {\displaystyle R=1/\kappa }). Dos curvas congruentes tendrán la misma ecuación de Cesaro. Las ecuaciones de Cesaro llevan el nombre de Ernesto Cesàro.

## Ejemplos
Algunas curvas tienen una representación particularmente simple mediante una ecuación de Cesàro. Algunos ejemplos son:
- Línea recta: {\displaystyle \kappa =0}.
- Círculo: {\displaystyle \kappa =1/\alpha }, donde {\displaystyle \alpha } es el radio.
- Espiral logarítmica: {\displaystyle \kappa =C/s}, donde {\displaystyle C} es una constante.
- Evolvente del círculo: {\displaystyle \kappa =C/{\sqrt {s}}}, donde {\displaystyle C} es una constante.
- Espiral de Cornu: {\displaystyle \kappa =Cs}, donde {\displaystyle C} es una constante.
- Catenaria: {\displaystyle \kappa ={\frac {a}{s^{2}+a^{2}}}}.

## Parametrizaciones relacionadas
La ecuación de Cesaro de una curva está relacionada con su ecuación de Whewell de la siguiente manera. Si la ecuación de Whewell es {\displaystyle \varphi =f(s)\!} entonces la ecuación de Cesaro es {\displaystyle \kappa =f'(s)\!}.